# Renda marginal
Em microeconomia, renda marginal é a renda extra que uma unidade adicional de produto irá gerar. É a receita adicional da venda de uma unidade a mais de um bem, por vezes, igual ao preço.. Ela também pode ser descrita como a mudança na receita total/alteração no número de unidades vendidas.